# Senioren-Union
Die Senioren-Union (SU/SEN) ist eine Vereinigung und Vorfeldorganisation der CDU und vertritt die Interessen und Anliegen der älteren Generation.

## Innere Struktur
Der Aufbau der Senioren-Union entspricht dem der CDU. Sie verfügt deutschlandweit über knapp 360 Kreisvereinigungen. Von den über 54.000 zahlenden Mitgliedern sind rund 52 Prozent gleichzeitig Mitglied in der CDU. In die Senioren-Union kann jeder über 60-Jährige eintreten. Eine CDU-Mitgliedschaft ist nicht erforderlich. CDU-Mitglieder, die über 60 Jahre alt sind (rund 52 Prozent; Stand Ende 2017), sind nicht automatisch Mitglied der Senioren-Union, sondern müssen eigenständig in die Senioren-Union eintreten, wenn sie Mitglied werden möchten. Alle 54.000 Mitglieder der Senioren-Union der CDU und mit ihnen über 35.000 CDU-Mandats- und Funktionsträgern erhalten vierteljährlich das Mitgliedermagazin „Souverän“. Die Bundesgeschäftsstelle der Senioren-Union hat ihren Sitz im Konrad-Adenauer-Haus, der CDU-Zentrale in Berlin-Tiergarten. Die Senioren-Union ist auf europäischer Ebene in der Europäischen Senioren-Union (ESU) vertreten.

## Geschichte
Die Überlegungen, eine eigene Vereinigung für ältere Parteimitglieder zu gründen, gehen in der CDU bis in die 1970er Jahre zurück. So gründete Alfred Löffler bereits 1979 in Baden-Württemberg eine „Senioren-Union“. Auf dem 33. CDU-Bundesparteitag 1985 wurde als Reaktion auf den Demografischen Wandel die Einsetzung eines Seniorenbeauftragten beschlossen. Am 9. November 1987 wurde vom 35. CDU-Bundesparteitag dann der Beschluss gefasst, die Senioren-Union als achte Vereinigung der CDU zu gründen. Die Gründungsveranstaltung, erste Bundesdelegiertenversammlung der Senioren-Union, fand am 20. April 1988 im Konrad-Adenauer-Haus in Bonn statt.
Nach der Wende konnte auch die Ost-CDU eine Senioren-Union bilden. Auf der Gründungsveranstaltung am 18. April 1990 im Jakob-Kaiser-Haus in Berlin-Mitte, der Zentrale der Ost-CDU, wurde Gisela Krüger, eine Theologin aus Schwerin zur ersten Vorsitzenden gewählt. Anfang Dezember 1990 traten die SU-Vereinigungen der neuen Bundesländer der Bundesvereinigung bei.

## Vorsitzende der Senioren-Union CDU
- Plakat der Senioren-Union1988–1990 Gerhard Braun (1923–2015)

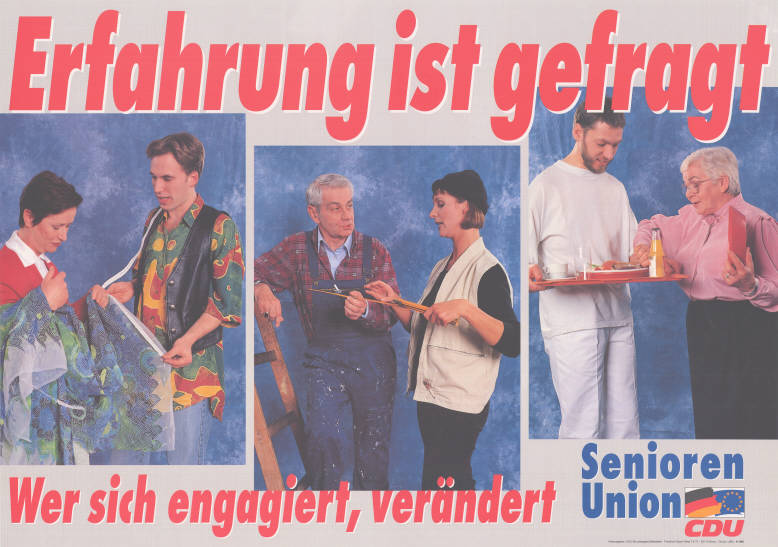
Plakat der Senioren-Union

- 1990–2002 Bernhard Worms (1930–2024)
- 2002–2023 Otto Wulff (* 1933)
- 2023–2025 Fred-Holger Ludwig (* 1946)
- seit 2025 Helge Benda (kommissarisch)

## Ziele

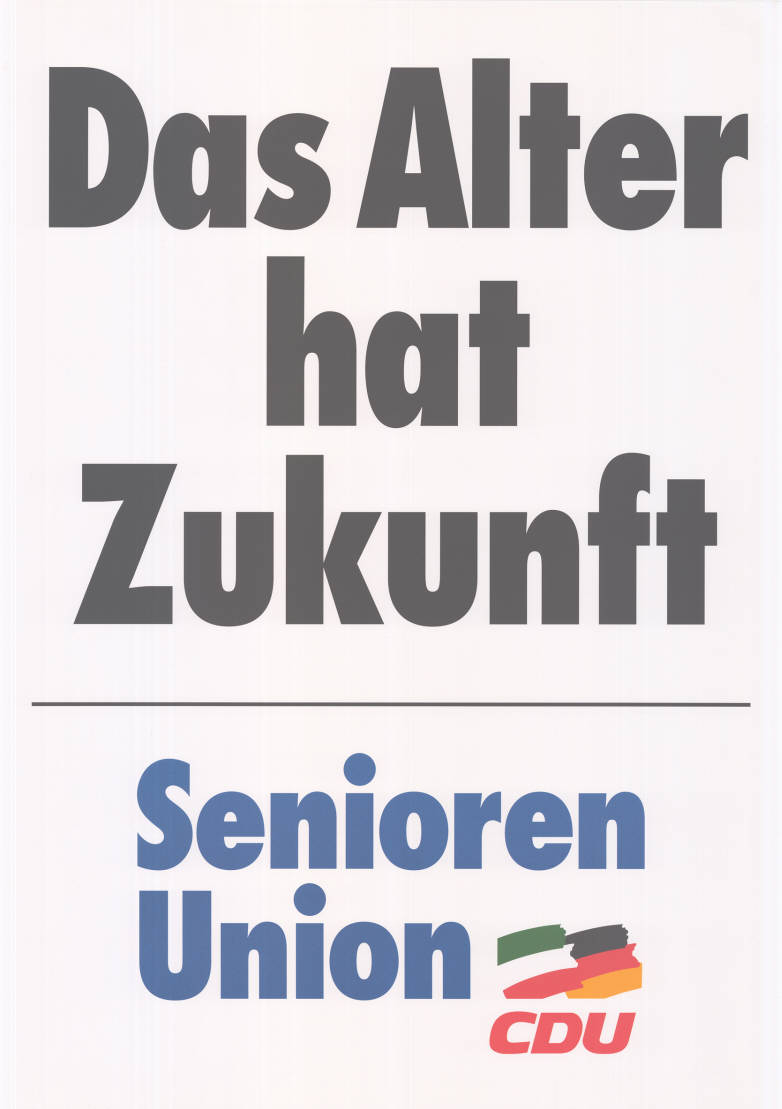
Plakat der Senioren-Union

- Plakat der Senioren-UnionDie Interessen und Anliegen der älteren Generation in Politik und Gesellschaft einbringen
- Den Demografischen Wandel aktiv mitgestalten
- Ein positives und realitätsnahes Bild des Alters und Alterns zu entwickeln
- Planungssicherheit und Verlässlichkeit bei Altersvorsorge und sozialen Sicherungssystemen
- Teilhabe an der Gesellschaft und Zugang zu Bildung unabhängig vom Lebensalter
- Generationengerechtigkeit

Die Senioren-Union vertritt in erster Linie die Interessen und Anliegen der älteren Generation. Doch im Mittelpunkt der politischen und gesellschaftlichen Arbeit der Vereinigung steht das Miteinander aller Generationen in einer freien, solidarischen und toleranten Gesellschaft.